# Coronado AB
Coronado var ett svenskt fastighetsbolag med säte i Göteborg.
Coronado bildades 1986 av Bilspedition och Philipsons, var börsnoterat och var Sveriges största fastighetsbolag i slutet av 1980-talet. I samband med finanskrisen i början av 1990-talet och börskraschen 1990 hamnade företaget i ekonomiska svårigheter. 